# Filip Dimitrov
Filip Dimitrov (n. 31 martie 1955, Sofia, Republica Populară Bulgaria) este un om politic bulgar, prim-ministru al Bulgariei între 1991 - 1992. Membru al Parlamentului European în perioada ianuarie - mai 2007 din partea Bulgariei.
1. ↑  Filip Dimitrow, Munzinger Personen, accesat în 9 octombrie 2017
2. 1 2  Strazha.bg
3. ↑  Deputații în Parlamentul European
4. ↑  Strazha.bg, accesat în 10 ianuarie 2023